# فانوس رمضان
فانوس رمضان (به عربی: فانوس رمضان)، فولکلور معروف مصری در ارتباط با ماه رمضان است، هر چند در بسیاری از دیگر کشورهای مسلمان از جمله ایران فانوس نمادی از رمضان شناخته شده است.
در ایران در اهواز اولین جشنواره فانوس رمضانی برگزار شد. طی این جشنواره بسیاری از کودکان با ساخت فانوس رمضانی به پیشواز رمضان رفتند. 
اما در مصر فانوس رمضان نماد بسیار منحصربه‌فرد و مشترک ماه مبارک رمضان برای مصری‌ها، مسلمانان و مسیحیان است. و از نسلی به نسل دیگر منتقل شده و امروز به طور عمده در ارتباط با کودکان. تصویر محبوب آنها است که کودکان در حال بازی کردن در خیابان‌ها در طی ماه رمضان با فانون خود، با خوشحالی دیده می‌شوند.
این سنت ناشناخته به عنوان دکوراسیون که مرتبط با ماه مبارک رمضان است با اعتقاد از طول خلافت فاطمی در مصر سرچشمه گرفته، از آن زمان فانوس برای تزئین و نور مساجد و خانه‌ها، مراکز خرید و مکان‌های کسب و کار در سراسر مصر، همراه با اثرات روشنایی‌های مختلف مورد استفاده قرار گرفت است.

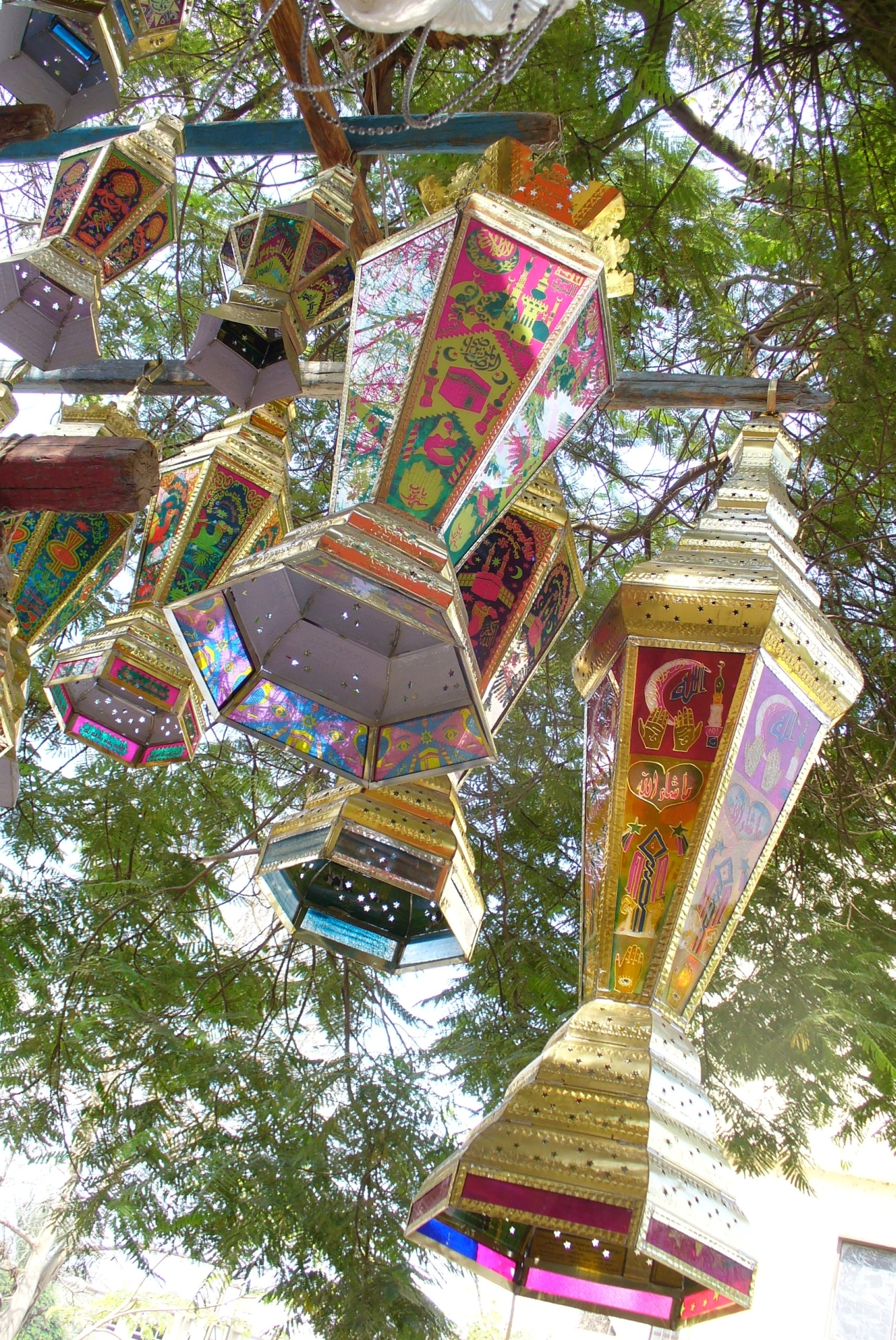
فانوس سنتی رمضان
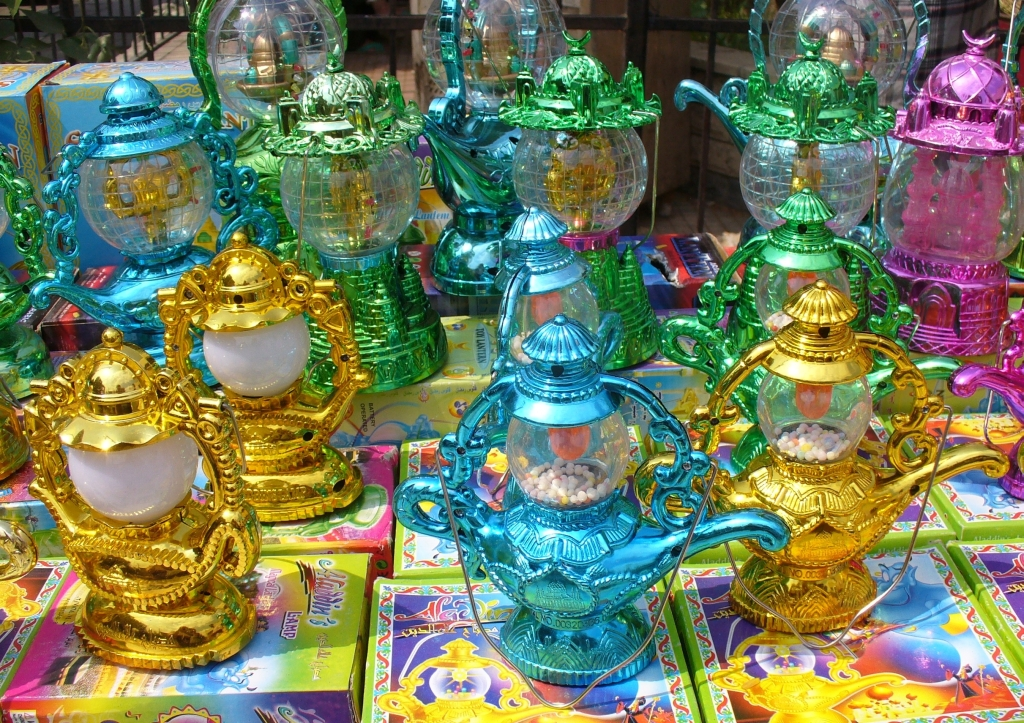
فانوس‌های صنعتی رمضان